# Tachytrechus mulanjensis
Tachytrechus mulanjensis är en tvåvingeart som beskrevs av Grichanov 2004. Tachytrechus mulanjensis ingår i släktet Tachytrechus och familjen styltflugor.
Artens utbredningsområde är Malawi. Inga underarter finns listade i Catalogue of Life.